# I Понтийский легион
I Понтийский легион (лат. Legio I Pontica) — один из легионов поздней Римской империи.
Данное подразделение было сформировано в эпоху правления императора Диоклетиана. В 288 году легион во главе с префектом Аврелием Виктором участвовал в подавлении беспорядков в Исаврии и дислоцировался в Колибрассе. В 297 году он был переведён в новообразованную провинцию Полемонов Понт. Основной базой легиона становится большой город Трапезунд, где он сменил части XV Аполлонова легиона. 
Подразделение в основном участвовало в защите провинции от нападений готов и боранов, которые обосновались на Босфоре. В соответствии с Notitia dignitatum, легион всё ещё находился в начале V века в Трапезунде под командованием дукса Армении.